# Candalidini
De Candalidini zijn een geslachtengroep van vlinders uit de onderfamilie van de Theclinae. De wetenschappelijke naam van de geslachtengroep is voor het eerst gepubliceerd in 1973 door John Nevill Elliot. De soorten van deze geslachtengroep komen alleen voor in het Australaziatisch gebied.

## Geslachten
- Candalides Hübner, 1819
- Cyprotides Tite, 1963
- Eirmocides Braby, Espeland & Müller, 2020
- Erina Swainson, 1833